# 가나 올림픽 위원회
가나 올림픽 위원회(영어: Ghana Olympic Committee)는 가나를 대표하는 국가 올림픽 위원회이다. IOC 코드는 GHA이다. 본부는 아크라에 있으며 아프리카 국가 올림픽 위원회 연합에 소속되어 있다.
영국령 골드코스트 시대였던 1951년에 설립되었으며 1952년에 국제 올림픽 위원회의 승인을 받았다. 올림픽, 올아프리카 게임, 코먼웰스 게임을 비롯한 국제 스포츠 대회에 참가하는 가나의 선수들을 대표한다.

## 같이 보기
- 올림픽 가나 선수단